# П'ядже
П'ядже (італ. Piagge) — муніципалітет в Італії, у регіоні Марке,  провінція Пезаро і Урбіно.
П'ядже розташовані на відстані близько 210 км на північ від Рима, 50 км на захід від Анкони, 21 км на південь від Пезаро, 27 км на схід від Урбіно.
Населення — 1035 осіб (2014).
Щорічний фестиваль відбувається 5 квітня. Покровитель — San Vincenzo Ferreri.

## Демографія
Населення за роками:

Станом на 31 грудня 2014 року в муніципалітеті офіційно проживали 64 іноземці з 14 країн, серед них 25 громадян країн Євросоюзу та 3 громадяни України.

## Сусідні муніципалітети
- Монтемаджоре-аль-Метауро
- Карточето
- Фано
- Сан-Костанцо
- Сан-Джорджо-ді-Пезаро
- Мондавіо